# 肯尼思·霍尔
肯尼思·奥克塔维厄斯·霍尔（Kenneth Octavius Hall，1941年4月24日—），牙买加历史学教授，第5任牙买加总督。